# オ・バラドウロ

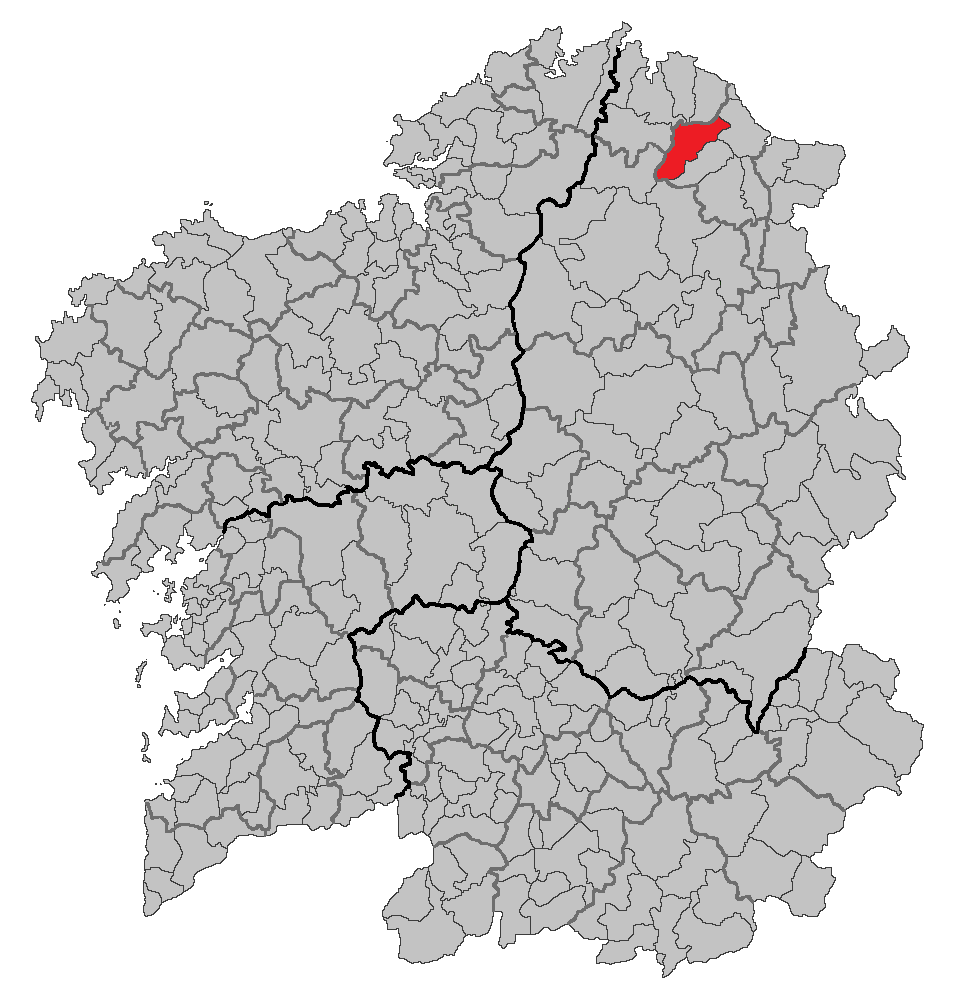

オ・バラドウロ（O Valadouro）は、スペイン、ガリシア州、ルーゴ県の自治体で、コマルカ・ダ・マリーニャ・セントラルに属す。スペイン国立統計局によれば、2010年の人口は2,185人（2009年：2,209人、2006年：2,233人、2005年：2,268人、2004年：2,305人、2003年：2,328人）。住民呼称はvaladourés/-esa。カスティーリャ語表記はValle de Oro（バジェ・デ・オーロ）。
ガリシア語話者の自治体住民に占める割合は98.37％（2001年）。

## 地理
オ・バラドウロはルーゴ県の北部に位置し、コマルカ･ダ・マリーニャ・セントラルに属する。隣接する自治体は、北がビベイロ、ショーベ、セルボ、東がフォス、南がアルフォス、アバディン、西がムーラス、オウロルで、自治体の中心地区はフェレイラ教区のフェレイラ地区。

### 人口
| オ・バラドウロの人口推移 1900－2010                     |
|                                                         |
| 出典:INE（スペイン国立統計局）1900年 - 1991年、1996年 - |

## 政治
自治体首長はガリシア国民党（PPdeG）のエウロヒオ・フェルナンデス・サンパージョ（Eulogio Fernández Sampayo）、自治体評議員は、ガリシア国民党：5、ガリシア社会党（PSdeG-PSOE）：3、ガリシア民族主義ブロック（BNG）：2、TEGA（Terra Galega、ガリシアの大地）：1となっている（2007年自治体選挙結果、得票順）。

## 教区
オ・バラドウロは10の教区に分けられている。太字は自治体中心地区のある教区。
- ブディアン（サンタ・エウラリア）
- オ・カドラモン（サン・シュルショ）
- フェレイラ（サンタ・マリーア）
- フレシュルフェ（サンタ・エウラリア）
- ア・ラシェ（サン・ショアン）
- モウシーデ（サント・エステーボ）
- レカレ（サン・シアーオ）
- サン・トメ・デ・レカレ（サン・トメ）
- サンタ・クルス・ド・バラドウロ（サンタ・クルス）
- ビラカンパ（サンタ・マリーア）